# Grand Prix Makau
Grand Prix Makau – wyścig samochodowy rozgrywany na torze Guia Circuit w Makau, jednym ze specjalnych rejonów administracyjnych Chin. Znany jest z tego, że jest to jedyny na świecie wyścig na torze ulicznym, podczas którego ścigają się zarówno samochody, jak i motocykle. Co roku zazwyczaj w trzeci weekend listopada setki pasjonatów sportów motorowych spotykają się na torze Guia Circuit, by rywalizować w różnych kategoriach od bolidów jednomiejscowych, poprzez samochody turystyczne, aż po motocykle.
Jednym z głównych wydarzeń każdego roku jest wyścig o Grand Prix Makau  Formuły 3, który przyciąga wielu mistrzów krajowych Formuły 3, a także najlepszych zawodników na świecie. Ze względu na wymagającą naturę toru, długie proste (na których bolidy osiągają prawie 260 km/h), wąskie zakręty i położone blisko toru bandy, uważany jest on przez wielu fachowców za nieoficjalne Mistrzostwa Świata Formuły 3. Oficjalnie jednak jest to Puchar Interkontynentalny FIA. Wielu kierowców znanych z wyścigów Formuły 1 brało udział w tym wyścigu na początku swojej kariery. Warto wspomnieć, że wygrywali tu tacy kierowcy jak Ayrton Senna, Michael Schumacher, David Coulthard, Ralf Schumacher i Takuma Satō.
Od roku 2005 rozgrywany jest również w formacie dwóch 9-okrążeniowych wyścigów znany jako Guia Race of Macau, który jest tradycyjnym zakończeniem Mistrzostw Świata Samochodów Turystycznych – WTCC.

## Historia
Na torze pierwszy wyścig samochodowy odbył się w 1954 roku, jako wyścig dla amatorów-okolicznych entuzjastów wyścigów samochodowych. Przełomowy okazał się rok 1966, w którym to belgijski kierowca – Mauro Bianchi przyjechał z samochodem przygotowanym przez Renault Sports, aby promować wizerunek francuskiej marki w Hongkongu. To sprawiło, że wyścig zaczął cieszyć się coraz większą popularnością wśród profesjonalnych kierowców i zespołów.
W roku 1967 do programu wyścigów wprowadzono także wyścigi motocyklowe. Podczas tego samego grand prix zdarzył się także pierwszy śmiertelny wypadek na torze Guia. Dwukrotny zwycięzca wyścigu Arsenio Laurel zginął podczas wyścigu po tym jak stracił kontrolę nad samochodem i rozbił go. To rozpoczęło dyskusje o wprowadzenie większych środków bezpieczeństwa podczas wyścigu.
Pierwszy wyścig na torze w Makau dla samochodów turystycznych odbył się w 1972 roku. Był to jeden ze szczególnych momentów każdego sezonu, ponieważ w tamtych czasach bardzo rzadko kierowcy tej kategorii mieli okazję ścigać się na torach ulicznych. Ranga tego wyścigu urosła jeszcze bardziej w 2005 roku, kiedy Guia Race of Macau został włączony do kalendarza mistrzostw WTCC i co roku kończy rywalizację w tej serii.

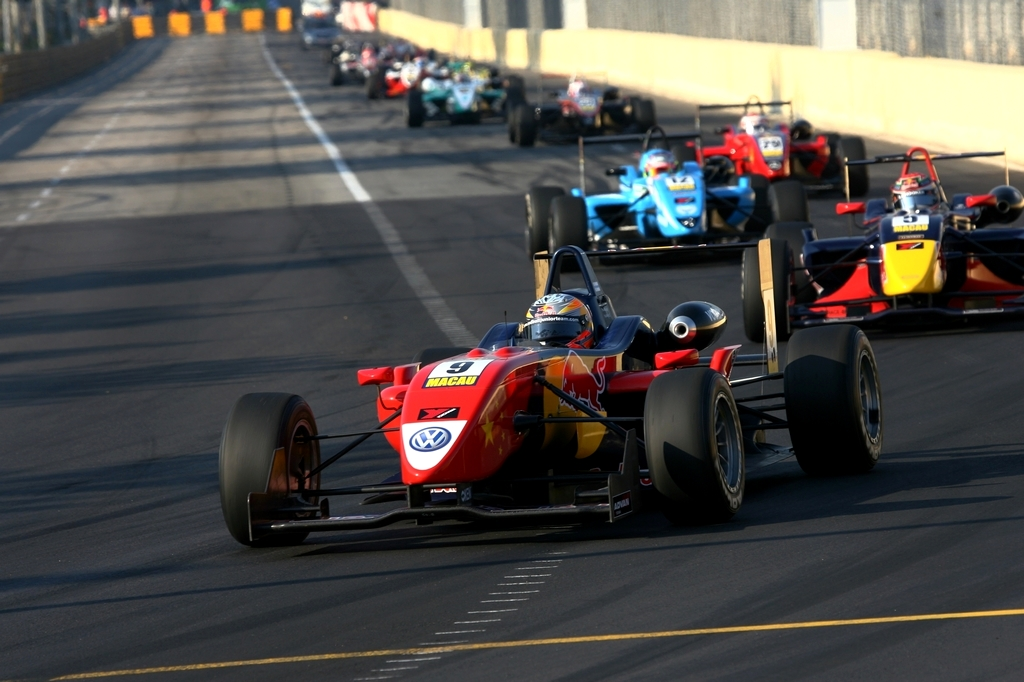
Wyścig Formuły 3 w 2008 roku

Kolejną ważną datą w historii toru jest rok 1983, kiedy to postanowiono włączyć do programu wyścigi Formuły 3, która zastąpiła rozwiązaną w 1982 roku Formułę Pacific. Początkowo organizatorzy chcieli ściągnąć tu wyścigi Formuły 2, jednak nie byli w stanie dokonać odpowiednich modernizacji toru w tym wycinki drzew. Od razu okazało się, że była do dobra decyzja, bowiem ranga wyścigu zdecydowanie wzrosła, przyciągając najlepszych młodych kierowców z Europy oraz Japonii, by mogli wspólnie rywalizować ze sobą. Pierwszy wyścig F3 został wygrany przez młodego wówczas Ayrtona Senne. Jednym z najbardziej pamiętnych wyścigów był ten z 1990 roku, gdy jadący na dwóch czołowych miejscach Michael Schumacher i Mika Häkkinen zderzyli się podczas ostatniego okrążenia. Po wyścigu z zakrętu Mandarin Bend na prostą startową prowadzący Niemiec wykonał "test hamulców" i gwałtownie zahamował powodując, że Fin wjechał w tył jego bolidu z pełnym impetem. Samochód Schumachera był jednak w stanie kontynuować rywalizację i pomimo uszkodzonego tylnego skrzydła wygrał on Grand Prix Makau. Innymi znanymi zwycięzcami wyścigu F3 w Makau zostali David Coulthard, Ralf Schumacher i Takuma Satō. Od momentu włączenia wyścigów Formuły 3, Grand Prix Makau stało się jednym z najważniejszych punktów dla każdego kierowcy marzącego o awansie do wyższej kategorii sportów motorowych.
Także dla motocyklistów jest to jeden z najważniejszych wyścigów. W motocyklowym Grand Prix Makau brały udział takie sławy wyścigów na dwóch kółkach jak Kevin Schwantz, Carl Fogarty, Ron Haslam czy Michael Rutter.
W 2008 roku wprowadzono nowe kategorie. Road Sport Challenge przeznaczony dla popularnych kompaktowych samochodów sportowych oraz wyścig Macau GT Cup przeznaczony dla samochodów klasy GT3.
W przeszłości organizowano również wyścigi takie jak ACTS, Supercar Cup dla egzotycznych samochodów sportowych, wyścigi Formuły Renault i Formuły BMW Pacific, a także Porsche Carrera Cup Azja. Odbywały się tutaj także wyścigi skuterów organizowane dla mieszkańców, a także wyścigi kobiet, których organizatorem był sam Jackie Chan, który podpisał wówczas umowę sponsorską z Mitsubishi i na samochodach tej marki odbywała się rywalizacja.

## Obecnie
Typowy weekend Grand Prix Makau odbywa się zazwyczaj w drugim lub trzecim tygodniu listopada i trwa od czwartku do niedzieli. Pierwsze dwa dni (czwartek i piątek) są poświęcone na treningi i kwalifikacje przed wyścigami, które odbywają się w sobotę i niedzielę, kiedy to też odbywają się najważniejsze wyścigi, czyli Formuła 3 i Guia Race of Macau. Innym ważnym wydarzeniem weekendu jest wyścig motocyklowy, który często gości byłych lub obecnych kierowców z serii World Superbike. Odbywają się także wyścigi dla lokalnych kierowców, a także tych przybyłych z Hongkongu, którzy chcą poczuć odrobinę klimatu profesjonalnego ścigania. Wyścig Interport Race, który jest przeznaczony dla amatorów i wyścig CTM Cup przeznaczony dla doświadczonych już kierowców.

## Rekordy toru
Uwaga do tabeli: rekordy torów odnotowywane są tylko podczas sesji wyścig.
| Seria                        | Rekord   | Kierowca           | Samochód                       | Rok   |
| 1993–                        | 1993–    | 1993–              | 1993–                          | 1993– |
| ---------------------------- | -------- | ------------------ | ------------------------------ | ----- |
| Grand Prix Formuły 3         | 2:10.732 | Edoardo Mortara    | Dallara F308-Volkswagen        | 2009  |
| Guia Race (Super Touring)    | 2:29.253 | Steve Soper        | BMW 320i E36                   | 1997  |
| Guia Race (Super Production) | 2:39.634 | Simon Harrison     | Honda Integra Type-R           | 2003  |
| Guia Race (Super 2000)       | 2:32.517 | Gabriele Tarquini  | SEAT León TDI                  | 2008  |
| Motocykle                    | 2:23.616 | Stuart Easton      | Kawasaki ZX-10R Ninja          | 2010  |
| Supercar Race                | 2:41.877 | Kevin Wong         | Porsche 911 GT3R               | 2000  |
| Porsche Carrera Cup          | 2:27.343 | Darryl O’Young     | Porsche 911 GT3 Cup            | 2007  |
| GT Cup                       | 2:23.488 | Keita Sawa         | Lamborghini Gallardo LP560 GT3 | 2010  |
| CTM Touring Car              | 2:40.909 | Paul Poon          | Chevrolet Lacetti              | 2010  |
| Interport Race               | 2:48.216 | Alvaro Mourato     | Honda Integra DC5              | 2010  |
| Road Sport Challenge         | 2:32.974 | Manabu Orido       | Nissan GT-R                    | 2010  |
| ACMC Race                    | 2:42.591 | Cheung Wai On      | Honda RS125                    | 2003  |
| Formula 2000                 | 2:30.052 | Philippe Descombes | Tatuus-Renault F7R             | 2001  |
| Formuła Renault              | 2:23.135 | Scott Speed        | Tatuus-Renault Renault F7R     | 2004  |
| Formuła BMW                  | 2:29.449 | William Buller     | Mygale FB02-BMW K1200RS        | 2009  |

## Zwycięzcy
| Rok  | GP Formuły 3           | Wyścig Guia TC         | Wyścig Guia TC          |
| ---- | ---------------------- | ---------------------- | ----------------------- |
| 1983 | Ayrton Senna           | Hans-Joachim Stuck     | BMW 635 CSI             |
| 1984 | John Nielsen           | Tom Walkinshaw         | Jaguar XJS              |
| 1985 | Maurício Gugelmin      | Gianfranco Brancatelli | Volvo 240 Turbo         |
| 1986 | Andy Wallace           | Johnny Cecotto         | Volvo 240 Turbo         |
| 1987 | Martin Donnelly        | Roberto Ravaglia       | BMW M3                  |
| 1988 | Enrico Bertaggia       | Altfrid Heger          | BMW M3                  |
| 1989 | David Brabham          | Tim Harvey             | Ford Sierra RS500       |
| 1990 | Michael Schumacher     | Masahiro Hasemi        | Nissan Skyline GT-R     |
| 1991 | David Coulthard        | Emanuele Pirro         | BMW M3 Evolution        |
| 1992 | Rickard Rydell         | Emanuele Pirro         | BMW M3 Evolution        |
| 1993 | Jörg Müller            | Charles Kwan           | BMW M3 Evolution        |
| 1994 | Sascha Maassen         | Joachim Winkelhock     | BMW 318is               |
| 1995 | Ralf Schumacher        | Kelvin Burt            | Toyota Corona EXIV      |
| 1996 | Ralph Firman           | Frank Biela            | Audi A4 Quattro         |
| 1997 | Soheil Ayari           | Steve Soper            | BMW 320i                |
| 1998 | Peter Dumbreck         | Joachim Winkelhock     | BMW 320i                |
| 1999 | Darren Manning         | Michael Bartels        | Audi A4 Quattro         |
| 2000 | André Couto            | Patrick Huisman        | BMW 320i                |
| 2001 | Takuma Satō            | Duncan Huisman         | BMW 320i                |
| 2002 | Tristan Gommendy       | Duncan Huisman         | BMW 320i                |
|      | GP Formuły 3           |                        |                         |
| 2003 | Nicolas Lapierre       | Duncan Huisman         | BMW 320i                |
| 2004 | Alexandre Prémat       | Jörg Müller            | BMW 320i                |
|      |                        | Wyścig WTCC            |                         |
| 2005 | Lucas Di Grassi        | Augusto Farfus         | Alfa Romeo 156          |
| 2005 | Lucas Di Grassi        | Duncan Huisman         | BMW 320i                |
| 2006 | Mike Conway            | Andy Priaulx           | BMW 320si               |
| 2006 | Mike Conway            | Jörg Müller            | BMW 320si               |
| 2007 | Oliver Jarvis          | Alain Menu             | Chevrolet Lacetti       |
| 2007 | Oliver Jarvis          | Andy Priaulx           | BMW 320si               |
| 2008 | Keisuke Kunimoto       | Alain Menu             | Chevrolet Lacetti       |
| 2008 | Keisuke Kunimoto       | Robert Huff            | Chevrolet Lacetti       |
| 2009 | Edoardo Mortara        | Robert Huff            | Chevrolet Cruze         |
| 2009 | Edoardo Mortara        | Augusto Farfus         | BMW 320si               |
| 2010 | Edoardo Mortara        | Robert Huff            | Chevrolet Cruze         |
| 2010 | Edoardo Mortara        | Norbert Michelisz      | Seat León TDi           |
| 2011 | Daniel Juncadella      | Robert Huff            | Chevrolet Cruze         |
| 2011 | Daniel Juncadella      | Robert Huff            | Chevrolet Cruze         |
| 2012 | António Félix da Costa | Yvan Muller            | Chevrolet Cruze         |
| 2012 | António Félix da Costa | Alain Menu             | Chevrolet Cruze         |
| 2013 | Alex Lynn              | Yvan Muller            | Chevrolet Cruze         |
| 2013 | Alex Lynn              | Robert Huff            | SEAT León               |
| 2014 | Felix Rosenqvist       | José María López       | Citroën C-Elysée        |
| 2014 | Felix Rosenqvist       | Robert Huff            | Łada Granta             |
| 2015 | Felix Rosenqvist       | Robert Huff            | Honda Civic TCR         |
| 2015 | Felix Rosenqvist       | Stefano Comini         | SEAT León Cup Racer     |
| 2016 | António Félix da Costa | Stefano Comini         | Volkswagen Golf GTI TCR |
| 2016 | António Félix da Costa | Tiago Monteiro         | Honda Civic TCR         |
| 2017 | Dan Ticktum            | Mehdi Bennani          | Citroën C-Elysée WTCC   |
| 2017 | Dan Ticktum            | Robert Huff            | Citroën C-Elysée WTCC   |
| 2018 | Dan Ticktum            | Jean-Karl Vernay       | Audi RS 3 LMS TCR       |
| 2018 | Dan Ticktum            | Frédéric Vervisch      | Audi RS 3 LMS TCR       |
| 2018 | Dan Ticktum            | Esteban Guerrieri      | Honda Civic Type R TCR  |
| 2019 | Richard Verschoor      | Yvan Muller            | Lynk & Co 03 TCR        |
| 2019 | Richard Verschoor      | Yvan Muller            | Lynk & Co 03 TCR        |
| 2019 | Richard Verschoor      | Andy Priaulx           | Lynk & Co 03 TCR        |